# Saison 2 de Witches of East End
Chronologie
Saison 1
Cet article présente les treize épisodes de la deuxième saison de la série télévisée américaine Witches of East End.

## Distribution

### Acteurs principaux
- Julia Ormond (VF : Juliette Degenne) : Joanna Beauchamp
- Jenna Dewan (VF : Anouck Hautbois) : Freya Beauchamp, fille de Joanna
- Rachel Boston (VF : Marie Diot) : Ingrid Beauchamp, fille de Joanna
- Eric Winter (VF : Cédric Dumond) : Dash Gardiner, fiancé de Freya
- Daniel DiTomasso (VF : Anatole de Bodinat) : Killian Gardiner, frère de Dash
- Mädchen Amick (VF : Anne Rondeleux) : Wendy Beauchamp, sœur de Joanna
- Christian Cooke (VF : Juan Llorca) : Frederick Beauchamp, fils de Joanna[1]

### Acteurs récurrents
- Steven Berkoff (VF : Michel Ruhl) : Roi Nikolaus[2]
- James Marsters (VF : Serge Faliu) : Tarkoff[3]
- Bianca Lawson (VF : Sylvie Jacob) : Eva Gardiner[4]
- Sarah Lancaster (VF : Caroline Lallau) : Raven Moreau[5]
- Shaun Smyth : Dr. Frank Foster

## Liste des épisodes

### Épisode 1:Poison maudit
- États-Unis : 6 juillet 2014 sur Lifetime[6]
- Suisse : 2 mars 2015 sur RTS Un
- France : 3 mars 2015 sur 6ter[7]

- États-Unis : 1,12 million de téléspectateurs[8] (première diffusion)

### Épisode 2:Le retour du fils
- États-Unis : 13 juillet 2014 sur Lifetime
- France : 3 mars 2015 sur 6ter
- Suisse : 9 mars 2015 sur RTS Un

- États-Unis : 1,5 million de téléspectateurs[9] (première diffusion)

### Épisode 3:La marque du roi
- États-Unis : 20 juillet 2014 sur Lifetime
- France : 3 mars 2015 sur 6ter
- Suisse : 16 mars 2015 sur RTS Un

- États-Unis : 1,314 million de téléspectateurs[10] (première diffusion)

### Épisode 4:Apprentis sorciers
- États-Unis : 27 juillet 2014 sur Lifetime
- France : 10 mars 2015 sur 6ter
- Suisse : 23 mars 2015 sur RTS Un

- États-Unis : 1,1 million de téléspectateurs[11] (première diffusion)

### Épisode 5:Les amants maudits
- États-Unis : 10 août 2014 sur Lifetime
- France : 10 mars 2015 sur 6ter
- Suisse : 30 mars 2015 sur RTS Un

- États-Unis : 964 000 téléspectateurs[12] (première diffusion)

### Épisode 6:La mandragore
- États-Unis : 17 août 2014 sur Lifetime
- France : 17 mars 2015 sur 6ter
- Suisse : 6 avril 2015 sur RTS Un

- États-Unis : 1,146 million de téléspectateurs[13] (première diffusion)

### Épisode 7:Clair-obscur
- États-Unis : 24 août 2014 sur Lifetime
- France : 17 mars 2015 sur 6ter
- Suisse : 13 avril 2015 sur RTS Un

- États-Unis : 1,017 million de téléspectateurs[14] (première diffusion)

### Épisode 8:Les âmes sœurs
- États-Unis : 7 septembre 2014 sur Lifetime
- France : 24 mars 2015 sur 6ter
- Suisse : 20 avril 2015 sur RTS Un

- États-Unis : 1,079 million de téléspectateurs[15] (première diffusion)

### Épisode 9:Les scorpions de la mort
- États-Unis : 14 septembre 2014 sur Lifetime
- France : 24 mars 2015 sur 6ter
- Suisse : 27 avril 2015 sur RTS Un

- États-Unis : 1,204 million de téléspectateurs[16] (première diffusion)

### Épisode 10:Une dynastie brisée
- États-Unis : 21 septembre 2014 sur Lifetime
- France : 31 mars 2015 sur 6ter
- Suisse : 4 mai 2015 sur RTS Un

- États-Unis : 1,239 million de téléspectateurs[17] (première diffusion)

### Épisode 11:Souvenirs d'une vie antérieure
- États-Unis : 28 septembre 2014 sur Lifetime
- France : 31 mars 2015 sur 6ter
- Suisse : 11 mai 2015 sur RTS Un

- États-Unis : 882 000 téléspectateurs[18] (première diffusion)

### Épisode 12:Prisonnières du temps
- États-Unis : 5 octobre 2014 sur Lifetime
- France : 7 avril 2015 sur 6ter
- Suisse : 18 mai 2015 sur RTS Un

- États-Unis : 1,137 million de téléspectateurs[19] (première diffusion)

### Épisode 13:Prise de pouvoir
- États-Unis : 5 octobre 2014 sur Lifetime
- France : 7 avril 2015 sur 6ter
- Suisse : 25 mai 2015 sur RTS Un

- États-Unis : 1,032 million de téléspectateurs[19] (première diffusion)